# Batman Beyond: Return of the Joker
Batman Beyond: Return of the Joker (svenska: Batman in i framtiden: Jokerns återkomst) är en amerikansk animerad långfilm från 2000, producerad av Warner Bros. Animation. Filmen bygger sig på Batman Beyond och är en direkt till video film som släpptes den 12 december 2000. När film först släpptes var mycket av innehållet redigerat för minska våldet och göra filmen barntillåten. När filmen släpptes i sin original form så ändrades åldersgränsen till PG-13.

## Handling
I året 2039 är en ung man vid namnet Terry McGinnis den nya Batman och en åldrande Bruce Wayne är med och stöder honom. Batman hanterar gatugäng Jokerz som dyrkar superskurken Jokern, men nu verkar det som att Jokern har återvänt fast han påstås vara död. Terry försöker ta reda på vad som har hänt, men varken Bruce eller Barbara Gordon (den före detta Batgirl) vill tala om vad som hände den natten Jokern sågs för sista gången. 

## Rollista

### Engelskspråkig
- Terry McGinnis / Batman - Will Friedle
- Bruce Wayne - Kevin Conroy
- Jokern och Jordan Pryce - Mark Hamill
- Kommissarie Barbara Gordon - Angie Harmon
- Ung Barbara Gordon / Batgirl - Tara Strong
- Tim Drake - Dean Stockwell
- Ung Tim Drake / Robin - Mathew Valencia/Andrea Romano
- Harleen Quinzel / Harley Quinn - Arleen Sorkin
- Delia & Deidre Dennis / Dee Dee - Melissa Joan Hart
- Stewart Carter Winthrop III / Ghoul - Michael Rosenbaum
- Charles Buntz / Chucko - Don Patrick Harvey
- Benjamin Knox / Bonk - Henry Rollins
- Woof the Hyena-Man och Ace the Bat-Hound - Frank Welker
- Dana Tan - Lauren Tom
- Chelsea Cunningham - Rachael Leigh Cook
- Mary McGinnis - Teri Garr
- Matthew "Matt" McGinnis - Ryan O'Donohue
- Ms. Joyce Carr - Vernee Watson-Johnson
- Mrs. Drake - Mary Scheer
- Gangster - Jason Stanford

### Svenskspråkig[4]
- Terry Mcginnis/Batman - Linus Wahlgren
- Bruce Wayne - Stephan Karlsén
- Bruce Wayne/Batman (ung) - Mattias Knave
- Jokern - Per Sandborgh
- Barbra Gordon - Maria Rydberg
- Barbra Gordon/Batgirl, yngre - Charlotte Ardai Jennefors
- Tim Drake - Peter Sjöquist
- Tim Drake/Robin, yngre - Peter Sjöquist
- Harley Quinn - Pernilla Wahlgren
- Harley Quinn, äldre - Pernilla Wahlgren
- Jordan Price - Mattias Knave
- Dani - Maria Rydberg
- Chelsea - Annelie Berg Bhagavan
- Ghoul - Hasse Jonsson
- Bonk - Andreas Nilsson
- Chucko - Johan Hedenberg
- Dee Dee - ?
- Woof - Andreas Nilsson
- Mary McGinnis - Annelie Berg Bhagavan
- Matt McGinnis - ?
- Fru Drake - Annelie Berg Bhagavan
- Joyce Carr - Annelie Berg Bhagavan
- Poliskvinna - Charlotte Ardai Jennefors
- Nyhetsankare - Andreas Nilsson